# 馬科基塔鎮區 (愛荷華州傑克遜縣)
馬科基塔鎮區（英語：Maquoketa Township）是位於美國愛荷華州傑克遜縣的一個行政鎮區。

## 地方資料
根據2010年美國人口普查的數據，馬科基塔鎮區的面積為93.97平方千米，當中陸地面積為93.32平方千米，而水域面積為0.65平方千米。當地共有人口3100人，而人口密度為每平方千米32.99人。